# Radiointerferômetro
Um radiointerferômetro é a associação de radiotelescópios apontando para um ponto em comum.
Radiointerferômetros simples são compostos por apenas dois radiotelescópios, mas na chamada "radiointerferometria de longa base" ocorre a associação de um número maior de instrumentos, dispostos a longas distâncias (centenas de quilômetros), garantindo uma resolução maior. 